# آکاش دیپ
آکاش دیپ (زاده ۱۵ دسامبر ۱۹۹۶) بازیکن کریکت هندی است. او برای بنگال در کریکت داخلی و برای رویال چلنجرز بنگالورو در لیگ برتر هند (IPL) بازی می‌کند. او اولین تست بین‌المللی خود را مقابل انگلیس در آزمون چهارم در ۲۳ فوریه ۲۰۲۴ انجام داد.

## زندگی شخصی
پدرش رامجی سینگ به عنوان معلم مدرسه دولتی در ساسارام بیهار خدمت می‌کرد. او با مخالفت والدین و همسایگانش در بیهار به دلیل علاقه‌اش به بازی کریکت بیش از دانشگاهیان مواجه شد. در زمانی که انجمن کریکت بیهار به حالت تعلیق درآمده بود، هیچ بستر مناسبی برای جوانان کریکت در بیهار وجود نداشت تا آینده شغلی خود را در کریکت دنبال کنند و آکاش دیپ یکی از قربانیان آن بود. برخی از والدین از فرزندان خود می‌خواستند که با آکاش دیپ هم‌نشینی نکنند، زیرا آکاش تنها کسی بود که با شور و اشتیاق در بازی کریکت در ساسارام مشغول بود. در همین حال، برخی از آن والدین محتاط بودند که فرزندانشان با رها کردن دانشگاهیان، راه آکاش دیپ را دنبال کنند.
پدر آکاش ظاهراً می‌خواست پسرش در امتحانات شرکت کند که به او کمک می‌کرد تا شغل دولتی پیدا کند، اما آکاش بیشتر علاقه داشت که از علاقه‌اش به کریکت دست نکشد. پدرش به او توصیه کرد که در امتحانات پاسبان پلیس بیهار شرکت کند یا حداقل برای شغل کارمند کلاس IV دولت ایالتی تلاش کند. با این حال، در زمانی که روی جاه‌طلبی‌های شغلی‌اش تمرکز می‌کرد، با شکست‌هایی مواجه شد، زیرا پدر و برادر بزرگ‌ترش به‌طور غیرمنتظره‌ای فوت کردند و آکاش و همچنین دو خواهر در خانواده‌شان را پشت سر گذاشتند. پدر و برادر بزرگ‌ترش در عرض شش ماه فوت کردند و آکاش نان‌آور خانواده‌اش شد.

## در آغاز کار
یکی از دوستان نزدیک او به او کمک کرد تا برای مدیریت مخارج روزانه خود به یک باشگاه کریکت در دورگاپور بپیوندد. او بازی‌های توپ تنیس را در منطقه دورگاپور شروع کرد و روزانه ۶۰۰ روپیه هند به دست می‌آورد و با بازی توپ تنیس ماهیانه حدود ۲۰٬۰۰۰ روپیه درآمد داشت.
او در سال ۲۰۱۰ به یک باشگاه یونایتد در لیگ دسته اول CAB ملحق شد تا به رویاهای خود برای حرفه کریکت جامه عمل بپوشاند. او در ابتدا به عنوان یک بت‌زن خط مقدم به یک آکادمی محلی پیوست، اما به درخواست مربیانش، با شروع به افزایش قد در طول سال‌ها، به بولینگ سریع روی آورد. او به عنوان بخشی از برنامه چشم‌انداز ۲۰۲۰ هند در کنار رانادب بوز، رانادب بوز، بازیکن سریع بنگال کار کرد و در عرض یک سال برای تیم کریکت زیر ۲۳ سال بنگال انتخاب شد. با این حال، او در آن زمان با مصدومیت خطرناک کمر مواجه شد و ظاهراً از سوی سرمربی زیر ۲۳ سال بنگال خود، سوراسیش لاهیری، که مراقب روند توانبخشی او بود، حمایت دریافت کرد.

## بازی‌های داخلی
او اولین بازی خود در Twenty20 را برای بنگال در جام سید مشتاق علی ۲۰۱۸–۱۹ در ۹ مارس ۲۰۱۹ انجام داد او اولین بازی خود در لیست A را در ۲۴ سپتامبر ۲۰۱۹ برای بنگال در جام ویجی هازاره ۲۰۱۹–۲۰ انجام داد. او اولین بازی کلاس اول خود را در ۲۵ دسامبر ۲۰۱۹ برای بنگال در جام رانجی ۲۰۱۹–۲۰ انجام داد.
در ۳۰ اوت ۲۰۲۱، دیپ در ترکیب رویال چلنجرز بنگلور برای مرحله دوم لیگ برتر هند (IPL) 2021 در امارات قرار گرفت. در فوریه ۲۰۲۲، او توسط رویال چلنجرز بنگلور در حراجی برای مسابقات لیگ برتر هند در سال ۲۰۲۲ خریداری شد. او همچنین قبل از فراخوان آزمایشی خود، یازده اسکالپ از جمله دو حرکت چهار ویکت در دو بازی تور هند A در مقابل انگلیس شیرها گرفت.

## بازی‌های ملی
آکاش دیپ جایگزین شیوام ماوی مصدوم در ترکیب هند برای بازی‌های آسیایی ۲۰۲۲ شد. در نوامبر ۲۰۲۳، او در ترکیب ODI هند برای سری بازی‌های مقابل آفریقای جنوبی در آفریقای جنوبی به عنوان جایگزین مصدومیت دیپاک چهار قرار گرفت، اما در هیچ‌یک از مسابقات بازی نکرد.
در فوریه ۲۰۲۴، او اولین فراخوان تست خود را برای سه تست آخر برای سری تست خانگی مقابل انگلیس دریافت کرد. او خبر فراخوان آزمایشی خود را در حالی دریافت کرد که مشغول بازی رانجی تروفی ۲۰۲۳–۲۴ به نمایندگی از بنگال بود.